# Бабушка Рассказчика
Бабушка Рассказчика (фр. Bathilde Amédée) — один из основных персонажей цикла романов Марселя Пруста «В поисках утраченного времени» (далее — «Поиски»).

## Бабушка Рассказчика в «Поисках»
Батильда Амедэ, бабушка Рассказчика по матери и жена деда Амедея, родилась ок. 1823 года и скончалась ок. 1898 года. Её редкое имя, означающее «крещённая водой» (греч.), дано в честь святой Батильды, франкской королевы, жившей в VII веке. В конце первой и в начале второй книг «Поисков» мать Рассказчика и друг её мужа Шарль Сван упоминают в разговорах с подростком-Марселем его дедушку Амедея как умершего, но при этом в тексте «Поисков» бабушка Рассказчика ни разу не называется вдовой, а три года спустя (в третьей книге) дедушка Амедей находится рядом с женой в её предсмертные дни.
В детские годы Марселя бабушка вместе с другими членами его семьи летом выезжала из Парижа в Комбре. Вспоминая месяцы, проведённые в этом провинциальном городке, Рассказчик отмечал, что бабушка любила всё, что шло от природы. Она «в любую погоду, даже когда хлестал дождь… гуляла в пустом саду, под проливным дождем, откидывая свои седые космы и подставляя лоб живительности дождя и ветра». «Естественность» была тем качеством, которое бабушка Марселя «особенно ценила: так, в садах, — например, в комбрейском саду, — она не любила чересчур правильных куртин, в поваренном искусстве ненавидела „фигурные торты“, оттого что не так-то просто догадаться, из чего они приготовлены, а в игре пианистов ей не нравилась слишком тщательная отделка, чрезмерная гладкость, — она питала особое пристрастие к нотам нечетким, к фальшивым нотам Рубинштейна».
Зимой госпожа Амедэ жила отдельно от внука и его родителей. Однако когда Марсель тяжело заболевает, именно бабушка ухаживает за ним. Она же сопровождает слабого здоровьем внука и в его первой юношеской поездке в Бальбек: «На бабушке был перкалевый капот — дома она надевала его, если кто-нибудь из нас заболевал… когда она ухаживала за нами, не спала ночей, он заменял ей передник служанки, рясу монахини… когда я был с бабушкой, я знал, что, как ни велико мое горе, её сострадание ещё шире; что всё моё — мои тревоги, мои упования — найдёт опору в стремлении бабушки сохранить и продлить мою жизнь и что в ней оно ещё сильнее, чем во мне самом».
Именно благодаря бабушке в курортном Бальбеке Марсель впервые знакомится с представительницей аристократического семейства Германтов — маркизой де Вильпаризи (бабушкиной приятельницей со времён школы для девочек Сакре-Кёр, где учились дочери аристократов и преуспевающих буржуа»), — эта встреча станет отправной точкой проникновения Рассказчика в столь заманчивую для него «сторону Германтов». Марсель не замечает плохого самочувствия бабушки во время их совместного пребывания в Бальбеке, а когда она решает сфотографироваться, чтобы у внука остался её снимок, он не может скрыть неудовольствия от нелепой шляпы (которой она пыталась скрыть следы болезни на своем лице): «…я сделал несколько насмешливых, язвительных замечаний, — таким образом, хотя я всё-таки увидел роскошную бабушкину шляпу, зато мне удалось согнать с лица бабушки то счастливое выражение, от которого я должен был бы прийти в восторг, но которое, как это очень часто случается, пока ещё живы те, кого мы особенно любим, раздражает нас, потому что мы воспринимаем его как пошлость, а не как проявление радости, тем более для нас драгоценное, что нам так хочется порадовать их!».
Через некоторое время после возвращения из Бальбека семья Рассказчика из-за плохого самочувствия бабушки и, по-видимому, при содействии маркизы де Вильпаризи, поселяется в одной из квартир особняка герцога и герцогини Германтских, где год спустя, после тяжёлой болезни Батильда Амедэ умирает. Её смерть становится поворотным событием в становлении Марселя и одним из ключевых моментов «Поисков»: «бабушка занимает в жизни Рассказчика очень большое место, на первых порах, вернее, в первых томах, даже большее, чем занимает мать, которую герой долгое время будет воспринимать дистанцированно. Это бабушка ненавязчиво следит за его воспитанием, дарит книжки и т. д., именно с ней он едет первый раз в Бальбек. Поэтому её уход из жизни Рассказчика — для последнего момент поворотный». Самого Марселя осознание её смерти настигнет полтора года спустя, во время его второго приезда в Бальбек. Исследователь творчества Пруста литературовед А. Д. Михайлов отмечал, что эпизод болезни и кончины бабушки героя — срединный в композиции «Поисков» и «по-своему кульминационный»:

«…тут с наибольшей очевидностью и убедительностью обнаруживают себя писательское мастерство Пруста, приёмы его работы и творческая (и человеческая тоже) одухотворённость мастера. Эпизод с болезнью и смертью бабушки вполне сопоставим с такими „великими смертями“ мировой литературы, как смерть князя Андрея в „Войне и мире“ или смерть Николая Левина в „Анне Карениной“…».

## Прототипы
- Бабушка Пруста по матери, госпожа Нате Вейль, урождённая Адель Бернкастель (1824—1890)[23].
- Мать Марселя Пруста, Жанна-Клеманс Пруст, урождённая Вейль (1849—1905)[24]. Эпизод кончины бабушки Рассказчика «создан под сильнейшим впечатлением смерти г-жи Пруст»[25].

## В экранизациях
- Моник Мелинан — «Обретённое время» Рауля Руиса (1999).
- Катрин Самье — «В поисках утраченного времени» Нины Компанеец (2011).